# Just Want You to Know
«Just want you to know» (с англ. — «Просто хочу, чтобы ты знала») — второй сингл с пятого студийного альбома группы Backstreet Boys — «Never Gone».

## Музыкальное видео
Клип на песню «Just want you to know» — это пародия на музыкальные глэм-металл группы 80х годов. Идея снять такое видео принадлежит Кевину Ричардсону. Группу назвали — Сфинктер (Sphynkter).

## Список композиций
1. Just Want You To Know — 3:54
2. I Want It That Way (Live Version) — 4:18
3. Larger Than Life (Live Version)
4. Show Me The Meaning (Live Version) — 4:44